# حساس المقاومة المتغيرة
حساس المقاومة المتغيرة أو حساس الجهد الانزلاقي أحد أجهزة الاستشعار الكيميائية يمكن استخدامها في تحديد التركيز التحليلي لبعض مكونات غاز أو محلول ما. تقيس تلك الحساسات الطاقة الكهربائية الكامنة للقطب الكهربائي في حالة عدم توصيل أي جهد كهربائي عليه.

## المبدأ
يتم قياس الإشارة على أنها فرق جهد بين القطب الكهربائي العامل والقطب المرجعي. تعتمد الطاقة الكهربائية الكامنة للقطب العامل على مدى تركيز المحلول في حين يجب توافر قطب مرجعي لمقارنة النتيجة معه.

## تصنيف أجهزة الاستشعار
تم تصنيف أجهزة إستشعار الغاز إلى ثلاث مجموعات واسعة هي:
- النوع الأول: تحتوى الحساسات فيها على إلكتروليت يحتوي على أيونات متحركة للأنواع الكيميائية في الطور الغازي الذي تراقبه مثل حساس الأكسجين واي إس زد على سبيل المثال.[6]
- النوع الثاني: الحساسات التي لا تحتوي على أيونات متحركة من الأنواع الكيميائية المراد مراقبتها، معتمدا بذلك على قدرة أيون الغاز نفسه على الانتشار في الإلكتروليت الصلب خالقا بذلك توازنا مع الغلاف الجوي.
- النوع الثالث: يكون أكثر تعقيدا من النوعين السابقين نتيجة لإضافة مراحل مساعدة كجزء من القطب تجعل القطب أكثر انتقائية وثبات لكن أقل توصيلا للكهرباء.

بذلك تتشابهة حساسات النوع الأول والثاني في التصميم بوجود أقطاب غازية مقترنة بالمعدن والإلكتروليت يمكن من خلالهما خلق توازن في الأيونات المؤكسدة أو المصغرة كهروكيميائيًا من خلال الخلية الكهروكيميائية. في حين يتم إضافة مراحل إضافية في النوع الثالث.

## وصلات خارجية
- حساس المقاومة المتغيرة.
- ذراع روبوت يستخدم حساس المقاومة المتغيرة.
- تطبيقات حساس المقاومة المتغيرة في الطب والصيدلة.